# 布蘭布利區
布蘭布利區是非洲中部國家烏干達的111個區之一，由東部區負責管轄，首府是布蘭布利，距離姆巴萊約30公里，主要的經濟產業是自給農業和畜牧業，2002年人口估計為97,300。

## 外部連結
- Map of Bulambuli District Map At Maplandia.com （页面存档备份，存于）
- Proposed Bulambuli District Information Portal

01°22′N 34°09′E / 1.367°N 34.150°E